# Лі Каттермол
Лі Каттермол (англ. Lee Cattermole, нар. 21 березня 1988, Стоктон-он-Тіс, Англія) — англійський футболіст, що грав на позиції півзахисника.
Виступав, зокрема, за клуби «Мідлсбро» та «Сандерленд», а також молодіжну збірну Англії.

## Клубна кар'єра

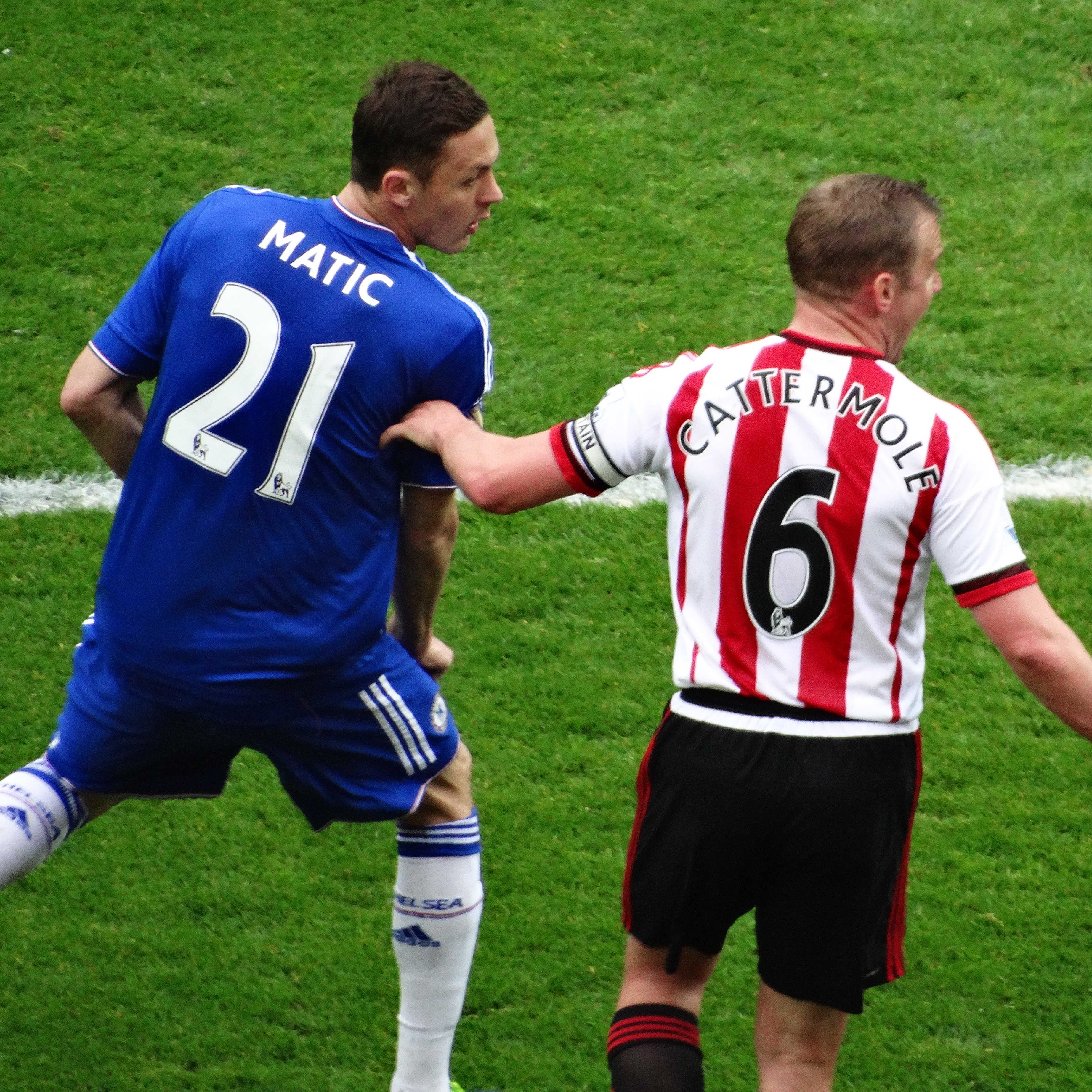
Каттермол проти Матича у матчі з «Челсі», травень 2016

Вихованець футбольної школи клубу «Мідлсбро». Дорослу футбольну кар'єру розпочав 2005 року в основній команді того ж клубу, в якій провів три сезони, взявши участь у 69 матчах чемпіонату. Більшість часу, проведеного у складі «Мідлсбро», був основним гравцем команди.
Своєю грою за цю команду привернув увагу представників тренерського штабу клубу «Віган Атлетік», до складу якого приєднався 2008 року. Відіграв за клуб з Вігана наступний сезон своєї ігрової кар'єри. Граючи у складі «Віган Атлетік» також здебільшого виходив на поле в основному складі команди.
До складу клубу «Сандерленд» приєднався 2009 року. Провів у клубі 10 років, за які відіграв 233 матчі в національному чемпіонаті.
2019 року перейшов до складу голландського «ВВВ-Венло», де провів один сезон, після чого завершив ігрову кар'єру.

## Виступи за збірну
Протягом 2007–2011 років залучався до складу молодіжної збірної Англії. На молодіжному рівні зіграв у 16 офіційних матчах, забив 3 голи.

## Статистика виступів
Станом на  30 квітня 2019
| Клуб              | Сезон             | Ліга                      | Ліга  | Ліга | Кубок Англії | Кубок Англії | Кубок Ліги | Кубок Ліги | Інше  | Інше | Усього | Усього |
| Клуб              | Сезон             | Дивізіон                  | Матчі | Голи | Матчі        | Голи         | Матчі      | Голи       | Матчі | Голи | Матчі  | Голи   |
| ----------------- | ----------------- | ------------------------- | ----- | ---- | ------------ | ------------ | ---------- | ---------- | ----- | ---- | ------ | ------ |
| «Мідлсбро»        | 2005–06           | Прем'єр-Ліга              | 14    | 1    | 5            | 0            | 0          | 0          | 5     | 0    | 24     | 1      |
| «Мідлсбро»        | 2006–07           | Прем'єр-Ліга              | 31    | 1    | 7            | 1            | 1          | 0          | —     | —    | 39     | 2      |
| «Мідлсбро»        | 2007–08           | Прем'єр-Ліга              | 24    | 1    | 2            | 0            | 2          | 0          | —     | —    | 28     | 1      |
| «Мідлсбро»        | Усього            | Усього                    | 69    | 3    | 14           | 1            | 3          | 0          | 5     | 0    | 91     | 4      |
| «Віган Атлетік»   | 2008–09           | Прем'єр-Ліга              | 33    | 1    | 0            | 0            | 2          | 1          | —     | —    | 35     | 2      |
| «Сандерленд»      | 2009–10           | Прем'єр-Ліга              | 22    | 0    | 0            | 0            | 0          | 0          | —     | —    | 22     | 0      |
| «Сандерленд»      | 2010–11           | Прем'єр-Ліга              | 23    | 0    | 0            | 0            | 1          | 0          | —     | —    | 24     | 0      |
| «Сандерленд»      | 2011–12           | Прем'єр-Ліга              | 23    | 0    | 3            | 0            | 1          | 0          | —     | —    | 27     | 0      |
| «Сандерленд»      | 2012–13           | Прем'єр-Ліга              | 10    | 0    | 1            | 0            | 3          | 0          | —     | —    | 14     | 0      |
| «Сандерленд»      | 2013–14           | Прем'єр-Ліга              | 24    | 1    | 3            | 0            | 5          | 0          | —     | —    | 32     | 1      |
| «Сандерленд»      | 2014–15           | Прем'єр-Ліга              | 28    | 1    | 0            | 0            | 0          | 0          | —     | —    | 28     | 1      |
| «Сандерленд»      | 2015–16           | Прем'єр-Ліга              | 31    | 0    | 1            | 0            | 2          | 0          | —     | —    | 34     | 0      |
| «Сандерленд»      | 2016–17           | Прем'єр-Ліга              | 8     | 0    | 0            | 0            | 1          | 0          | —     | —    | 9      | 0      |
| «Сандерленд»      | 2017–18           | Чемпіонат Футбольної ліги | 35    | 1    | 0            | 0            | 0          | 0          | 0     | 0    | 35     | 1      |
| «Сандерленд»      | 2018–19           | Перша Ліга                | 29    | 7    | 1            | 0            | 1          | 0          | 2     | 0    | 33     | 7      |
| «Сандерленд»      | Усього            | Усього                    | 233   | 10   | 9            | 0            | 14         | 0          | 2     | 0    | 258    | 10     |
| Усього за кар'єру | Усього за кар'єру | Усього за кар'єру         | 335   | 14   | 23           | 1            | 19         | 1          | 7     | 0    | 384    | 16     |